# Bruno Heydrich
Richard Bruno Heydrich, född 23 februari 1865 i Leuben, Sachsen, död 24 augusti 1938 i Halle an der Saale, var en tysk operasångare och kompositör. Han var far till Reinhard Heydrich.

## Verk

### Kammarmusik
- Pianotrio op. 2
- Stråkkvartett op. 3
- Pianokvintett op. 5

### Vokalmusik
- Abschied O komm doch mein Mädchen: Lied für eine Singstimme mit Klavierbegleitung
- op. 1, No. 3 Drei Lieder für eine Singstimme mit Begleitung des Pianoforte (Das Mädchen spricht: Mond, hast du auch geseh’n)
- op. 74 Annemarie, Lied mit Klavierbegleitung für eine mittlere Stimme (Text von Julius Freund)
- op. 75 Reiterlied

### Operor
- Amen (1895): Opern-Drama in 1 Akte u. e. musikalisch-pantomimischen Vorspiele
- Frieden (1907): Oper
- Zufall (1914) Oper in 1 Akt
- Das Leiermädchen (Volksoper)